# Care Drain
Care Drain (Schreibweise im Deutschen auch Care-Drain, englisch care drain, wörtlich Pflege-Abfluss im Sinne von Pflegeschwund bzw. Ärzteschwund) ist eine spezielle Form des Brain Drains, bei der medizinisches Fachpersonal das Herkunftsland verlässt. Dadurch können wirtschaftliche, aber auch humanitäre Einbußen für das betroffene Land entstehen.
Ausschlaggebend sind dabei meist schlechte Arbeitsbedingungen und gesundheitliche Risiken in den Auswanderungsländern sowie Pullfaktoren in den Anwerbestaaten wie höhere Löhne, bessere Arbeitsbedingungen und ein höherer technischer Standard.

## Auswirkungen für das Auswanderungsland
Vor allem Entwicklungsländer und Krisengebiete sowie ärmere ländliche Regionen erleben dadurch einen Mangel an notwendigen qualifizierten Pflegekräften (vgl. Pflegenotstand, Ärztemangel), was auch als „care gap“ bezeichnet wird. Die medizinische Infrastruktur wird stark beeinträchtigt und unqualifiziertes Fachpersonal muss die leeren Stellen füllen. Dadurch sinkt die Qualität des nationalen Gesundheitswesens, wodurch die durchschnittliche Produktivität der Arbeitnehmer insgesamt gemindert wird.
Die betroffenen Auswanderungsregionen verlieren zudem die in die Ausbildung ihres Fachpersonals investierten Kosten. Der Verlust von hochqualifizierten Arbeitnehmern ist vor allem für Entwicklungsländer problematisch, die große Schwierigkeiten haben, die hohen Ausbildungsinvestitionen aufzubringen. Vor allem wirtschaftliche Entwicklungsstrategien, die auf Hochtechnologien und wissensintensive Arbeit setzten, werden durch gezielte Abwerbung und Abwanderung von medizinischem Fachpersonal stark untergraben. Ebenso verliert das Land auch potentiell hochqualifiziertes Lehrpersonal und reduziert damit seine Möglichkeiten als Ausbildungsstandort.
Langfristig können auch positive Effekte durch die Arbeitsmigration entstehen, etwa durch Rücküberweisungen ins Heimatland.

## Auswirkungen für das Einwanderungsland
Die positiven Effekte, die im Zielland aufgrund der Einwanderung qualifizierter Personen entstehen, werden als Brain Gain bezeichnet – im Bereich der Pflege bisweilen auch entsprechend Care Gain (englischsprachig, wörtlich Pflege-Gewinn) genannt. In den Zielregionen kann der durch medizinischen Fortschritt und demographischen Wandel induzierte steigende Bedarf an qualifiziertem Pflegepersonal gedeckt werden.

## Auswirkungen für das migrierende medizinische Personal und ihre Familien
Mitunter muss das auswandernde medizinische Personal aufgrund von Arbeitsmarktbeschränkungen oder anderen Barrieren unterhalb ihres Qualifikationsniveaus arbeiten. Das Einkommen ist dabei dennoch höher als im Herkunftsland in qualifizierterer Position. Dafür sind die Fachkräfte aber auch oftmals in prekären Arbeitsverhältnissen tätig und können nur sehr eingeschränkt bestimmte soziale Rechte in Anspruch nehmen.
Die zurückgebliebene Familie profitiert einerseits durch finanzielle Unterstützung, der Person, die einer Tätigkeit im Ausland nachgeht. Auf der anderen Seite kann das erhebliche Folgen für die Zurückgebliebenen bedeuten, da die Fürsorge teilweise verloren geht, was sich zum Beispiel auf die Entwicklung von Kindern auswirken kann. Für die Kinderbetreuung ergeben sich unterschiedliche Kompensationsmodelle, bei denen entweder das zurückbleibende Elternteil (nicht selten sind das die Väter, im Fall von auswandernden weiblichen Pflegekräften), die Großeltern, die Geschwister, andere Verwandte, Freunde oder eine Kombination der genannten Personen die kindliche Betreuung und Erziehung übernehmen (sog. Care-Arrangement). Es kommt hierbei auch zur Vernachlässigung von Kindern.